# Lokhaniemi
Lokhaniemi  jusqu'en 1948 Lihaniemi, (en russe : полуостров Лоханиеми, finnois : Lihaniemi) est une péninsule et un ancien village de la rive orientale de la baie de Vyborg du Golfe de Finlande.